# Stewart O'Nan
Stewart O'Nan, né le 4 février 1961 à Pittsburgh en Pennsylvanie, est un écrivain américain.

## Œuvres

### Romans
- (en) Transmission, 1987
- Des anges dans la neige, L'Olivier, coll. « Littérature étrangère », 1997 ((en) Snow Angels, 1994), trad. Suzanne M. Mayoux, 297 p.  (ISBN 2-87929-092-9)
- Le Nom des morts, L'Olivier, coll. « Littérature étrangère », 1999 ((en) The Names of the Dead, 1996), trad. Suzanne M. Mayoux, 542 p.  (ISBN 2-87929-113-5)
- Speed Queen, L'Olivier, coll. « Littérature étrangère », 1998 ((en) The Speed Queen, 1997), trad. Philippe Garnier, 278 p.  (ISBN 2-87929-118-6)
- Un monde ailleurs, L'Olivier, coll. « Littérature étrangère », 2000 ((en) A World Away, 1998), trad. Jean-François Ménard, 475 p.  (ISBN 2-87929-206-9)
- Un mal qui répand la terreur, L'Olivier, coll. « Littérature étrangère », 2001 ((en) A Prayer for the Dying, 1999), trad. Jean-François Ménard, 255 p.  (ISBN 2-87929-254-9)
- (en) Everyday People, 2001
- Nos plus beaux souvenirs, L'Olivier, coll. « Littérature étrangère », 2005 ((en) Wish You Were Here, 2002), trad. Jean-François Ménard, 692 p.  (ISBN 2-87929-409-6)
- Le Pays des ténèbres, L'Olivier, coll. « Littérature étrangère », 2006 ((en) The Night Country, 2003), trad. Nicolas Richard, 329 p.  (ISBN 978-2-87929-496-4)[1]
- (en) The Good Wife, 2005
- (en) Last Night at the Lobster, 2007
- Chanson pour l'absente, L'Olivier, coll. « Littérature étrangère », 2010 ((en) Songs for the Missing, 2008), trad. Jean Lineker, 375 p.  (ISBN 978-2-87929-690-6)[2]
- Emily, L'Olivier, coll. « Littérature étrangère », 2012 ((en) Emily, Alone, 2011), 334 p.  (ISBN 978-2-87929-812-2)[3]
- Les Joueurs, L'Olivier, coll. « Littérature étrangère », 2013 ((en) The Odds, 2012), trad. Nicolas Richard, 216 p.  (ISBN 978-2-82360-002-5)
- Derniers feux sur Sunset, L'Olivier, coll. « Littérature étrangère », 2016 ((en) West of Sunset, 2015), trad. Marc Amfreville, 392 p.  (ISBN 978-2-82360-528-0)
- (en) Henry, Himself, 2019
- (en) Ocean State, 2022

### Recueils de nouvelles
- (en) In the Walled City, 1993

#### Autre nouvelle
- Un visage dans la foule, Bragelonne, format numérique, 2014 ((en) A Face in the Crowd, 2012)Écrit avec Stephen King.

### Essais
- (en) The Circus Fire, 2000

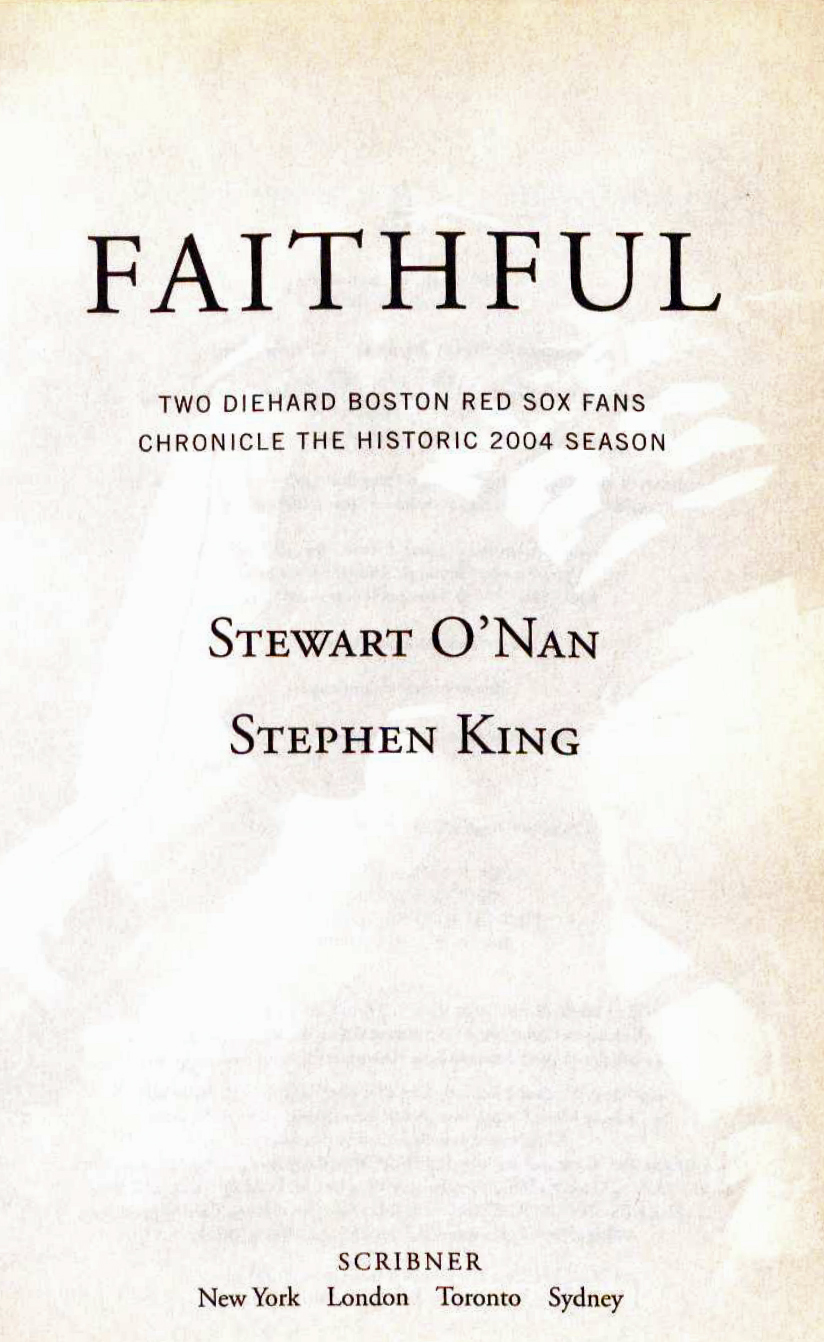
Couverture du livre sur l'histoire des Reds Sox.

- (en) Faithful: Two Diehard Boston Red Sox Fans Chronicle the Historic 2004 Season, 2004Écrit avec Stephen King.

### Scénarios
- (en) Poe, 2008

## Adaptation cinématographique
- Snow Angels, d'après Des anges dans la neige, réalisé par David Gordon Green, 2007